# Trofeo Ciudad de Alicante
A Trofeo Ciudad de Alicante, korábbi nevén Trofeo Costa Blanca egy már megszűnt barátságos labdarúgókupa-sorozat, melyet a Hércules CF csapata szervezett.
A kupát 1971-ben alapították, a neve ekkor még Trofeo Costa Blanca volt. Az első évben három csapat, a Hércules, a Rayo Vallecano és a chilei Unión Española vett részt rajta, a győztes körmérkőzések után került ki. A következő években, egészen 1977-ig csak egy kétcsapatos torna volt, a Hércules mellett többnyire egy másik spanyol csapat részvételével. Ezt követően a kupa egészen 1982-ig három vagy négy csapat részvételével zajlott, három csapatnál körmérkőzéses, négynél kieséses rendszerben. Két magyar csapat, a Békéscsabai Előre és a Vasas is részt vett a Trofeo Costa Blancán, előbbi 1979-ben utolsó, utóbbi 1982-ben győztes lett.
1984-ben a sorozat neve Trofeo Ciudad de Alicantéra változott, innentől kezdve 1996 kivételével mindig két csapat vett részt rajta, az utolsó három kiírásban már a Hércules nélkül. Az új lebonyolítási rendszer óta, és összesítésben is a legsikeresebb klub a Real Madrid CF, amely összesen tíz alkalommal szerezte meg a végső győzelmet. A rangsorban a második helyen a kupasorozat létrehozója, a Hércules CF, eggyel kevesebb, kilenc sikerrel. Harmadik az FC Barcelona két győzelemmel, a többi győztes neve mellett egyaránt 1-1 győzelem szerepel.
A kupát 1975-ben, 1981-ben, 1997-ben és 1999-ben nem rendezték meg.

## A győztesek

### Trofeo Costa Blanca
| Év   | Győztes           | Második        |
| ---- | ----------------- | -------------- |
| 1971 | Hércules CF       | Rayo Vallecano |
| 1972 | Real Madrid CF    | Hércules CF    |
| 1973 | Hércules CF       | Real Murcia CF |
| 1974 | Hércules CF       | Athletic Club  |
| 1975 | Nem rendezték meg |                |
| 1976 | Hércules CF       | Union Royal    |
| 1977 | Hércules CF       | West Bromwich  |
| 1978 | Hércules CF       | UD Levante     |
| 1979 | Hércules CF       | Club Monterrey |
| 1980 | Real Murcia CF    | UD Almería     |
| 1981 | Nem rendezték meg |                |
| 1982 | Vasas             | Hércules CF    |
| 1983 | FC Barcelona      | Hércules CF    |

### Trofeo Ciudad de Alicante
| Év   | Győztes              | Második             |
| ---- | -------------------- | ------------------- |
| 1984 | Hércules CF          | CA Peñarol          |
| 1985 | Universidad Católica | Hércules CF         |
| 1986 | Cruzeiro             | Hércules CF         |
| 1987 | FC Barcelona         | Hércules CF         |
| 1988 | Hércules CF          | Bayer 04 Leverkusen |
| 1989 | Rayo Vallecano       | Hércules CF         |
| 1990 | Real Madrid CF       | Hércules CF         |
| 1991 | Real Madrid CF       | Hércules CF         |
| 1992 | Real Madrid CF       | Hércules CF         |
| 1993 | Real Madrid CF       | Hércules CF         |
| 1994 | Valencia CF          | Hércules CF         |
| 1995 | Real Madrid CF       | Atlético Celaya     |
| 1996 | Atlético de Madrid   | Hércules CF         |
| 1997 | Nem rendezték meg    |                     |
| 1998 | Real Madrid CF       | Hércules CF         |
| 1999 | Nem rendezték meg    |                     |
| 2000 | Real Madrid CF       | SSC Napoli          |
| 2001 | Real Madrid CF       | Montpellier HSC     |
| 2002 | Real Mallorca        | FC Dinamo Bucureşti |